# Marthe Simard
Marthe Marie Amélie Angèle Simard, nascida Caillaud, mais tarde Reid-Simard (6 de abril de 1901 – 28 de março de 1993), foi uma política franco-canadiana.
Simard foi a primeira mulher francesa a sentar-se numa assembleia parlamentar.
Em dezembro de 1940, ela fundou o Comité da França Livre de Quebec.
Ela foi membro da Legião de Honra e também foi condecorada com a Medalha de Resistência e a Medalha Comemorativa de Serviços Voluntários na França Livre.